# Fritz Reiss

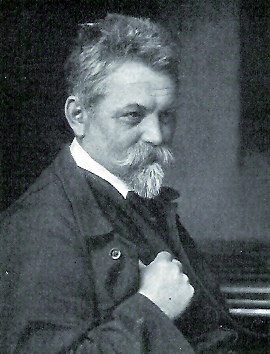
Fritz Reiss

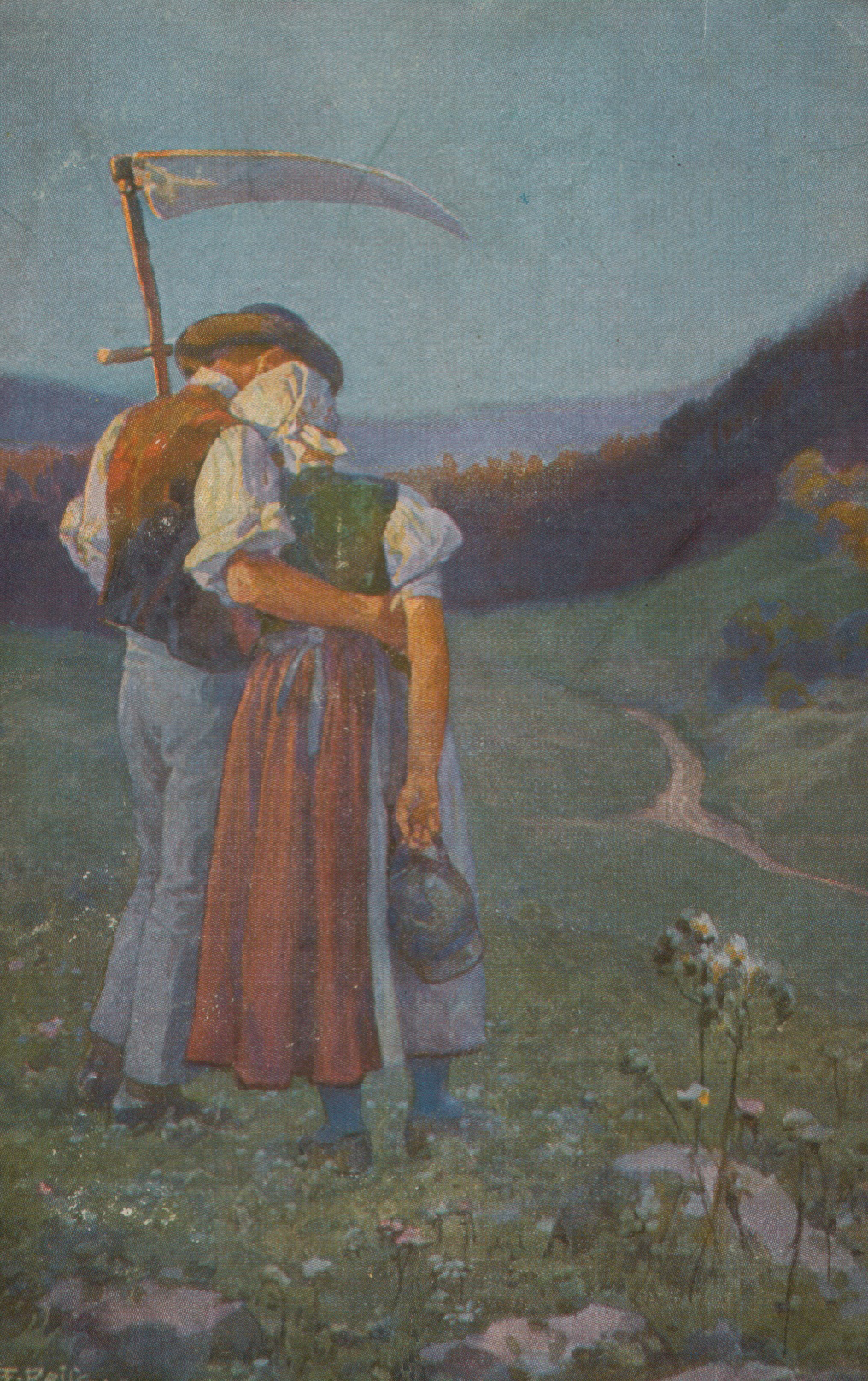
Fritz Reiss: Schwarzwälder Leben

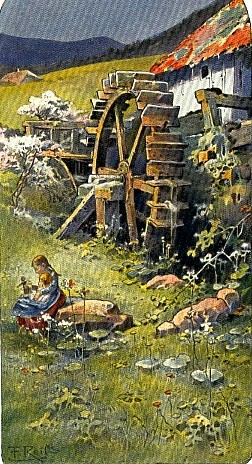
Mühlengrund, nach einem Aquarell von Fritz Reiss

Fritz Winold Reiss (* 19. März 1857 in Düsseldorf; † 27. Februar 1915 in Kirchzarten) war ein deutscher Lithograf, Illustrator, Grafiker und Maler.

## Leben
Reiss studierte an der Kunstakademie Düsseldorf bei Karl Müller und Heinrich Lauenstein. Anschließend war bis 1878 im lithografischen Betrieb seines Vaters in Düsseldorf tätig. Seit 1878 lebte er bis 1882 in Stuttgart, danach in Lahr (1882 bis 1886), Karlsruhe (1886 bis 1888), Leipzig (1888 bis 1892), dann wieder in Stuttgart und von 1899 bis 1908 in Freiburg im Breisgau in der Zasiusstraße 70.
Reiss war Mitglied der 1899 gegründeten Künstlervereinigung „Breisgauer Fünfer“, deren Vorstand Hermann Dischler war. Er wohnte seit 1908 in Kirchzarten, schloss sich dort den Malern der sogenannten Künstlerkolonie Gutach an. In seinen Zeichnungen, Aquarellen und Gemälden hielt er das Land, die Leute und das Brauchtum des Schwarzwaldes erzählerisch-humorvoll fest, nicht ohne auf Sozialkritik zu verzichten. Er illustrierte zahlreiche Zeitschriften, Romane und Bücher, darunter Bilderbücher für Kinder oder Jugendliteratur und gestaltete Postkarten sowie Keramik.
Der deutsch-amerikanische Maler Winold Reiss war sein zweiter Sohn.

## Illustrierte Werke (Auswahl)
- Was die Menschen treiben: ein Bilderbuch für Kinder von 6 – 10 Jahren von F. Erck. Ill. von Fritz Reiss. Leipzig: Meißner & Buch, 1889. Mikrofilm-Ausg., 1998.
- Spielereien für Kinder, vierzig in feinstem Farbendr. ausgeführte Bildchen von F. Reiß nebst vielen Verschen von Karl Thienemann. Eßlingen bei Stuttgart: Schreiber, ca. 1890.
- Vom lieben Christkind, Gedichte. Ill. von C. Junghändel und F. Reiß. Jasper, Nürnberg um 1890.
- Das Cantate-Festmahl in Wort und Bild. Illustrationen von Fritz Reiss. Börsenverein der Deutschen Buchh., Leipzig 1890.
- Aus Hänschens Jugendzeit ein Bilderbuch. Fritz Reiss. Mit Versen von W. Herbert. Schreiber, Eßlingen 1892.
- Lustiges aus’m Schwarzwald v. Fritz Reiss. Text v. J. J. Hoffmann; u. H. Domsch. – Deutsche Verlags-Anstalt, Stuttgart / Leipzig / Berlin / Wien 1894.
- Freytag’s Rhein-Album. In 24 Kunstblättern nach Original-Aquarellen von Fritz Reiss und P. Schmohl. Freytag, Stuttgart ca. 1895.
- All Heil! Federzeichnungen von Fritz Reiß mit Versen von Ernst von Khuon. Lahr 1885.
- Wie die Kinder spielen: ein Leinwandbilderbuch mit 8 feinen lackierten Bunt-Bildern und 6 reizend illustrierten Textseiten. Esslingen b. Stuttgart : Schreiber, 1896.
- Peter Rosegger: Alpengeschichten. Illustr. v. Fritz Reiss. Krabbe, Stuttgart 1896.
- Ernst von Wolzogen: Die Gloriahose. Beigefügtes Werk: ’s Meikatel und der Sexack. Illustr. v. Fritz Reiss. Krabbe, Stuttgart 1897.
- Peter Rosegger: Durch! Neue Alpengeschichten. Illustr. v. Fritz Reiss. Krabbe, Stuttgart 1897.
- Paul Heyse: Die Macht der Stunde / Vroni. Ill. von Fritz Reiß. Krabbe, Stuttgart 1899.
- Paul Heyse: Fräulein Johanne. Beigefügtes Werk: Auf der Alm. Ill. von Fritz Reiß. Krabbe, Stuttgart 1900.
- Elisabeth Müller: Die Fleißbildchen. Beigefügtes Werk: Das Milchmädchen von Bergach. Herder, Freiburg 1901.
- Paul Heyse: San Vigilio: Novelle. Ill. von Fritz Reiss. Stuttgart 1902.
- Joseph Anton Pflanz: Die Uferkolonisten. Herder, Freiburg 1903
- Paul Heyse: Tantalus: zwei Novellen. Ill. von René Reinicke und Fritz Reiss. Krabbe, Stuttgart 1910.
- Elisabeth Müller: Ein Bubenstreich. Herder, Freiburg 1912.
- Joseph Anton Pflanz: Kinderfrühling. Herder, Freiburg 1913
- Weihnachten 1915; Festgabe d. Daheim f. unsere Krieger. Mit e. Anzahl d. schönsten Weihnachtslieder. (Umschlagbild nach e. Entwurf von Fritz Reiß.) (Hrsg.: Hanns von Zobeltitz, Paul Oskar Höcker u. J. Höffner). Velhagen & Klasing, Bielefeld / Leipzig 1915.
- Peter Rosegger: Der Adlerwirt von Kirchbrunn. Mit Bildern v. Fritz Winold Reiß. Hamburg: Verl. der Dt. Dichter-Gedächtnis-Stiftung, 1916.
- Joseph Anton Pflanz: Drei Monate unterm Schnee. Herder, Freiburg 1922.
- Elisabeth Müller: Die Zirkuskinder. Herder, Freiburg Jahr unbekannt.